# Kulturhalle Remchingen
Die Kulturhalle Remchingen ist ein Veranstaltungs- und Tagungszentrum in Remchingen im baden-württembergischen Enzkreis. Die 1990 eröffnete Halle ist ein kultureller Mittelpunkt der Region zwischen Karlsruhe und Pforzheim.

## Geschichte
Die Kulturhalle wurde 1989 und 1990 nach Plänen des Architekten Helmut Striffler erbaut. Sie wurde als moderne, multifunktionale Halle konzipiert, um das Kulturangebot der Gemeinde zu bündeln und zu erweitern.

## Lage
Die Kulturhalle liegt in Remchingen-Wilferdingen an der Bundesstraße 10. Der Bahnhof Remchingen liegt gegenüber. Es stehen eine Tiefgarage und Parkplätze für Autos und Fahrräder zur Verfügung.

## Architektur und Ausstattung
Die Halle verfügt über eine moderne Architektur mit großen Glasflächen und offenem Foyer. Das Raumangebot umfasst:
- Großer Saal (ca. 530 m²), geeignet für bis zu 600 Personen (bestuhlt) oder 1000 Stehplätze
- Foyer (ca. 340 m²) für Ausstellungen, Pausenbewirtung oder kleinere Veranstaltungen
- Sitzungssaal (ca. 100 m²)
- Kartenbüro
- Ballettschule
- Zusätzliche Nutzungsmöglichkeit des Löwensaals im Remchinger Ortsteil Nöttingen

Die technische Ausstattung umfasst moderne Ton- und Lichttechnik, Bühnentechnik, einen fahrbaren Orchestergraben, Beamer, flexible Bestuhlung sowie barrierefreie Zugänge.

## Nutzung
Die Kulturhalle dient als Veranstaltungsort für:
- Theater, Konzerte, Kabarett und Lesungen
- Festivals wie das No Playback Festival
- Veranstaltungen örtlicher Vereine
- Firmenveranstaltungen, Messen und Tagungen
- Kulturveranstaltungen wie das mehrteilige Theater-Abo der Gemeinde
- Sonderveranstaltungen wie die „Remchinger Bierkultur“, Poetry Slams oder Kinderveranstaltungen

In der Kulturhalle traten Künstler wie Max Giesinger, Culcha Candela oder Glasperlenspiel auf.

## Betreiber und Organisation
Die Kulturhalle wird von der Gemeinde Remchingen betrieben. Die Leitung obliegt der Kulturamtsleiterin Jeannine Pfrommer.